# Setchellanthus caeruleus
Setchellanthus caeruleus is de botanische naam van een klein struikje in Mexico. Deze soort vormt in zijn eentje het genus Setchellanthus. Eventueel kan het ook de familie Setchellanthaceae vormen, zoals in het APG-systeem (1998) en het APG II-systeem (2003).
In het Cronquist systeem (1981) maakt deze soort deel uit van de kappertjesfamilie (Capparaceae).